# Серебрянська міська адміністрація
Серебря́нська міська адміністрація (каз. Серебрянск қаласы әкімдігі, рос. Серебрянская городская администрация) — адміністративна одиниця у складі Алтайського району Східноказахстанської області Казахстану. Адміністративний центр та єдиний населений пункт — місто Серебрянськ.
Населення — 7284 особи (2021; 10129 у 2009, 11903 у 1999, 14079 у 1989).
Станом на 1989 рік існувала Серебрянська міська рада обласного підпорядкування (місто Серебрянськ, а також Новобухтарминська селищна рада, Октябрська селищна рада, Прибережна селищна рада, Перворосійська сільська рада, Сєверна сільська рада). З 1997 року міська адміністрація входить до складу району.